# Línea N16 (EMT Madrid)
La línea N16 de la empresa municipal de autobuses de Madrid es una línea nocturna que conecta la Plaza de Cibeles con la Avenida de la Peseta (PAU de Carabanchel). Su recorrido es similar al de las líneas diurnas 17 (entre Puerta de Toledo y Carpetana) y 118 (entre Oporto y La Peseta).

## Características
La línea, al igual que todas las líneas nocturnas de Madrid de la red de búhos, empieza su camino en la plaza de Cibeles y sus horarios de salida de la misma coinciden con los de otras líneas para permitir el transbordo. Esta línea circula hasta el PAU de Carabanchel, dando también servicio a Carabanchel Bajo.
Desde el 15 de julio de 2020 deja de pasar por la calle Mayor y la Puerta del Sol, debido a la peatonalización de esta última.

## Horarios
| Domingos a jueves y festivos           |                     |                     |                     |                     |                     |                     |                     |                     |                     |                     |                     |                     |                     |                     |                     |
| Cibeles > La Peseta                    | Cibeles > La Peseta | Cibeles > La Peseta | Cibeles > La Peseta | Cibeles > La Peseta | Cibeles > La Peseta | Cibeles > La Peseta | Cibeles > La Peseta | La Peseta > Cibeles | La Peseta > Cibeles | La Peseta > Cibeles | La Peseta > Cibeles | La Peseta > Cibeles | La Peseta > Cibeles | La Peseta > Cibeles | La Peseta > Cibeles |
| 00                                     | 01                  | 02                  | 03                  | 04                  | 05                  | 06                  | 07                  | 23                  | 00                  | 01                  | 02                  | 03                  | 04                  | 05                  | 06                  |
| 00 35                                  | 10 45               | 20 55               | 30                  | 05 40               | 15                  |                     |                     | 40                  | 15 50               | 25                  | 00 35               | 10 45               | 20                  | 00 45               |                     |
| Viernes, sábados y vísperas de festivo |                     |                     |                     |                     |                     |                     |                     |                     |                     |                     |                     |                     |                     |                     |                     |
| Cibeles > La Peseta                    | Cibeles > La Peseta | Cibeles > La Peseta | Cibeles > La Peseta | Cibeles > La Peseta | Cibeles > La Peseta | Cibeles > La Peseta | Cibeles > La Peseta | La Peseta > Cibeles | La Peseta > Cibeles | La Peseta > Cibeles | La Peseta > Cibeles | La Peseta > Cibeles | La Peseta > Cibeles | La Peseta > Cibeles | La Peseta > Cibeles |
| 00                                     | 01                  | 02                  | 03                  | 04                  | 05                  | 06                  | 07                  | 23                  | 00                  | 01                  | 02                  | 03                  | 04                  | 05                  | 06                  |
| 00 20 40                               | 00 15 30 45         | 00 15 30 45         | 00 15 30 45         | 00 15 30 45         | 00 20 45            | 15                  | 00                  | 30 55               | 20 40               | 00 15 30 45         | 00 15 30 45         | 00 15 30 45         | 00 15 30 50         | 10 30 50            | 15                  |
| Sólo sábados y vísperas de festivo     |                     |                     |                     |                     |                     |                     |                     |                     |                     |                     |                     |                     |                     |                     |                     |

## Recorrido y paradas

### Sentido La Peseta
| Código | Parada                                 | Común con       | Conexiones con Metro y Cercanías | Otros |
| ------ | -------------------------------------- | --------------- | -------------------------------- | --- |
| 69     | CIBELES                                | N17 N18 N19     | Banco de España                  | Líneas N1, N2, N3, N4, N5, N6, N7, N8, N9, N10, N11, N12, N13, N14, N15, N16, N17, N18, N19, N20, N21, N22, N23, N24, N25, N26 y Exprés Aeropuerto (N27) |
| 5137   | Gran Vía-Pedro Zerolo                  | N18 N19 N20 N21 |                                  | |
| 4094   | Gran Vía-Montera                       | N18 N19 N20 N21 | Gran Vía Sol                     | |
| 9      | Gran Vía-Callao                        | N18 N19 N20 N21 | Callao                           | |
| 168    | Santo Domingo                          | N18 N19 N20 N21 | Santo Domingo                    | |
| 170    | Gran Vía-Plaza de España               | N18 N19 N20     | Plaza de España                  | |
| 1875   | Palacio Real                           |                 |                                  | |
| 1879   | San Francisco El Grande                |                 |                                  | |
| 1883   | Puerta de Toledo                       |                 | Puerta de Toledo                 | NC1 NC2 |
| 550    | Imperial-Pontones                      |                 |                                  | |
| 552    | Puente San Isidro-Pontones             |                 |                                  | |
| 554    | Puente San Isidro-Ermita del Santo     |                 |                                  | |
| 555    | Vía Carpetana-Caramuel                 |                 |                                  | |
| 557    | Polideportivo Gallur                   |                 |                                  | |
| 559    | Vía Carpetana-Centro de Salud          |                 |                                  | |
| 563    | Metro Vía Carpetana                    |                 | Carpetana                        | |
| 2552   | Valvanera-Algodre                      |                 |                                  | |
| 2550   | Valvanera-Tórtola                      |                 |                                  | |
| 2548   | Oca-Matilde Hernández                  | N26             |                                  | |
| 5601   | Oporto                                 |                 | Oporto                           | N17 N26 |
| 3033   | Avenida de Oporto-Camino Viejo Leganés |                 |                                  | |
| 4609   | Camino Viejo Leganés-Pelícano          |                 |                                  | |
| 3036   | Camino Viejo Leganés-Falcinelo         |                 |                                  | |
| 3040   | Camino Viejo Leganés-Carcastillo       |                 |                                  | |
| 4595   | Abrantes-Camino Viejo Leganés          |                 |                                  | |
| 2446   | Besolla                                |                 | Pan Bendito                      | |
| 2448   | Carcastillo                            |                 |                                  | |
| 2450   | Belzuneguí                             |                 |                                  | |
| 2452   | Metro San Francisco                    |                 | San Francisco                    | |
| 2453   | Avenida de los Poblados-Secoya         |                 |                                  | |
| 2456   | Antonia Rodríguez Sacristán            |                 |                                  | |
| 3048   | Aguacate-Centro de Salud               |                 |                                  | |
| 3050   | Aguacate-Secoya                        |                 |                                  | |
| 4183   | Cementerio Carabanchel                 |                 |                                  | |
| 4185   | Thaler-Centro Comercial                |                 |                                  | |
| 4187   | Calderilla-Centro Comercial            |                 |                                  | |
| 4092   | La Peseta-Vía Lusitana                 |                 |                                  | |
| 2964   | La Peseta-Maravedí                     |                 |                                  | |
| 2965   | La Peseta-Corona                       |                 |                                  | |
| 4219   | LA PESETA (Av. La Peseta)              |                 | La Peseta                        | N17 |

### Sentido Plaza de Cibeles
| Código | Parada                                   | Común con       | Conexiones con Metro y Cercanías | Otros |
| ------ | ---------------------------------------- | --------------- | -------------------------------- | --- |
| 4219   | LA PESETA (Av. La Peseta)                |                 | La Peseta                        | N17 |
| 4090   | La Peseta-Maravedí                       |                 |                                  | |
| 4091   | La Peseta-Via Lusitana                   |                 |                                  | |
| 4188   | Calderilla-Centro Comercial              |                 |                                  | |
| 4186   | Thaler-Centro Comercial                  |                 |                                  | |
| 4184   | Cementerio Carabanchel                   |                 |                                  | |
| 3051   | Aguacate-Secoya                          |                 |                                  | |
| 5059   | Antonia Rodríguez Sacristán-Centro Salud |                 |                                  | |
| 2454   | Plaza de los Navarros                    |                 | San Francisco                    | |
| 2455   | Albares de la Rivera-Belzuneguí          |                 |                                  | |
| 2451   | Belzuneguí                               |                 |                                  | |
| 2449   | Carcastillo                              |                 |                                  | |
| 2447   | Besolla                                  |                 | Pan Bendito                      | |
| 3041   | Camino Viejo Leganés-Carcastillo         |                 |                                  | |
| 3037   | Camino Viejo Leganés-Falcinelo           |                 |                                  | |
| 2470   | Camino Viejo Leganés-Pelícano            |                 |                                  | |
| 3034   | Avenida de Oporto-Camino Viejo Leganés   |                 |                                  | |
| 5600   | Oporto                                   |                 | Oporto                           | N17 N26 |
| 2547   | Oca-Matilde Hernández                    | N26             |                                  | |
| 2549   | Valvanera-Tórtola                        |                 |                                  | |
| 2551   | Valvanera-Algodre                        |                 |                                  | |
| 5506   | Vía Carpetana-La Campana                 |                 | Carpetana                        | |
| 560    | Vía Carpetana-Centro de Salud            |                 |                                  | |
| 558    | Polideportivo Gallur                     |                 |                                  | |
| 556    | Vía Carpetana-Caramuel                   |                 |                                  | |
| 592    | Vía Carpetana-Ermita del Santo           |                 |                                  | |
| 553    | Puente San Isidro-Pontones               |                 |                                  | |
| 551    | Imperial-Pontones                        |                 |                                  | |
| 593    | Puerta de Toledo                         | N26             | Puerta de Toledo                 | NC1 NC2 |
| 1884   | Puerta de Toledo                         |                 | Puerta de Toledo                 | NC1 NC2 |
| 1880   | San Francisco el Grande                  |                 |                                  | |
| 1876   | Palacio Real                             |                 |                                  | |
| 171    | Gran Vía-Plaza de España                 | N18 N19 N20 N21 | Plaza de España                  | |
| 169    | Santo Domingo                            | N18 N19 N20 N21 | Santo Domingo                    | |
| 723    | Gran Vía-Callao                          | N18 N19 N20 N21 | Callao                           | |
| 724    | Gran Vía-Montera                         | N18 N19 N20 N21 | Gran Vía Sol                     | |
| 5138   | Gran Vía-Pedro Zerolo                    | N18 N19 N20 N21 |                                  | |
| 90     | Círculo de Bellas Artes                  |                 |                                  | |
| 69     | CIBELES                                  | N17 N18 N19     | Banco de España                  | Líneas N1, N2, N3, N4, N5, N6, N7, N8, N9, N10, N11, N12, N13, N14, N15, N16, N17, N18, N19, N20, N21, N22, N23, N24, N25, N26 y Exprés Aeropuerto (N27) |